# 250-ті до н. е.

## Події
- Елліністична Греція →  Єгипет: правління Птолемея II Філадельфа;
- Тривала Перша Пунічна війна.
- Китай: падіння держави Східна Чжоу.
- В'єтнам: падіння держави Ванланг, встановлення держави Аулак.

## Діяльність
- Ерасистрат. Останні роки життя.
- Хрісіпп. Молоді роки, ймовірно, тоді переїхав до Афін.